# 单头亚菊
单头亚菊（学名：Ajania scharnhorstii）为菊科亚菊属的植物。分布于俄罗斯以及中国大陆的青海、新疆、西藏、甘肃等地，生长于海拔3,900米至5,100米的地区，多生长于石灰岩石山坡、山坡石缝及灌丛中，目前尚未由人工引种栽培。